# Pink: Live from Wembley Arena
Pink: Live from Wembley Arena – zapis koncertu Pink z trasy I'm Not Dead Tour, który miał miejsce w 2006 roku na stadionie Wembley Arena znajdującej się w Londynie. DVD wydane zostało 6 marca 2007 roku przez wytwórnię LaFace Records. Nie znalazły się na nim "Lady Marmalade" oraz cover "Redemption Song".

## Lista utworów
1. "''Cuz I Can"
2. "Trouble"
3. "Just Like a Pill"
4. "Who Knew"
5. "I'm Not Dead"
6. "Stupid Girls"
7. "There You Go"
8. "God Is a DJ"
9. "Fingers"
10. "Family Portrait"
11. "The One That Got Away"
12. "Dear Mr. President"
13. "What's Up"
14. "U + Ur Hand"
15. "18 Wheeler"
16. "Don't Let Me Get Me"
17. "Leave Me Alone (I'm Lonely)"
18. "Nobody Knows"
19. "Get the Party Started"

## Notowania i certyfikacje
| Państwo           | Najwyższa pozycja | Certyfikat          |
| ----------------- | ----------------- | ------------------- |
| Australia         | 1                 | 16× platynowa płyta |
| Austria           | 1                 | —                   |
| Belgia (Flandria) | 1                 | —                   |
| Belgia (Wallonia) | 2                 | —                   |
| Niemcy            | 19                | 2× platynowa płyta  |
| Holandia          | 2                 | —                   |
| Włochy            | 1                 | —                   |